# Liga Premier de Rusia 2016-17
La temporada 2016-17 fue la 25.ª temporada de la Liga Premier de Rusia, la máxima categoría del fútbol en Rusia desde la disolución de la Unión Soviética. El torneo dio inicio el 31 de julio de 2016 y finalizó el 21 de mayo de 2017, se tiene contemplado un receso de invierno entre el 6 de diciembre y el 2 de marzo de 2017. El Spartak de Moscú se proclamó campeón de la liga después de 16 años, logrando su décima corona.

## Formato
Los 16 equipos jugarán un torneo de todos contra todos, por lo que cada equipo juega frente a los rivales dos veces, una como local y otra como visitante. Por lo tanto, se jugará un total de 240 partidos, con 30 partidos jugados por cada equipo.
Los equipos que hayan concluido en las posiciones 15 y 16 descenderán automáticamente a la FNL, mientras que los dos mejores equipos de la FNL conseguirán el ascenso. Por otra parte, los clubes de FNL situados en tercera y cuarta posición se enfrentarán a los clasificados en posición 13 y 14 de Liga Premier en los partidos de ida y vuelta de la promoción para obtener una plaza para la temporada 2017-18.

## Equipos participantes

### Ascensos y descensos
| Pos. | de la Liga Premier de Rusia 2015-16 |
| ---- | ----------------------------------- |
| 14.º | FC Kuban Krasnodar                  |
| 15.º | FC Dinamo Moscú                     |
| 16.º | Mordovia Saransk                    |

| Pos. | de la Liga Nacional de Fútbol 2015-16 |
| ---- | ------------------------------------- |
| 1.º  | Gazovik Orenburg                      |
| 2.º  | Arsenal Tula                          |
| 3.º  | Tom Tomsk                             |

### Estadios y ciudades
| Club                      | Ciudad          | Estadio                        | Capacidad     |
| ------------------------- | --------------- | ------------------------------ | ------------- |
| FC Amkar Perm             | Perm            | Estadio Zvezda                 | 19 500        |
| FK Anzhí Majachkalá       | Majachkalá      | Anzhi-Arena                    | 30 000        |
| FC Arsenal Tula           | Tula            | Arsenal                        | 20 074        |
| PFC CSKA Moscú            | Moscú           | Arena CSKA                     | 30 000        |
| Gazovik Orenburg          | Orenburg        | Estadio Gazovik                | 10 500        |
| FC Krasnodar              | Krasnodar       | Estadio Kubán                  | 31 650        |
| PFC Krylia Sovetov Samara | Samara          | Estadio Metallurg              | 33 001        |
| FC Lokomotiv Moscú        | Moscú           | Estadio Lokomotiv              | 30 075        |
| FC Rostov                 | Rostov del Don  | Olimp – 2                      | 15 840        |
| FC Rubin Kazán            | Kazán           | Kazán Arena                    | 45 105        |
| FC Spartak Moscú          | Moscú           | Otkrytie Arena                 | 44 000        |
| FC Terek Grozny           | Grozni          | Ajmat Arena                    | 10 200        |
| Tom Tomsk                 | Tomsk           | Estadio Trud                   | 10 000        |
| FC Ufa                    | Ufá             | Estadio Neftyanik              | 16 000        |
| FC Ural Ekaterimburgo     | Ekaterimburgo   | Estadio Central SKB-Bank Arena | 27 000 10 000 |
| FC Zenit San Petersburgo  | San Petersburgo | Estadio Krestovski             | 72 000        |

### Cuerpo técnico y uniformes
| Equipo         | Ciudad          | Entrenador               | Capitán            | Marca  | Patrocinador de camiseta |
| -------------- | --------------- | ------------------------ | ------------------ | ------ | ------------------------ |
| Amkar          | Perm            | Gadzhi Gadzhiyev         | Aleksandr Selikhov | Adidas | Gobierno de Perm         |
| Anzhi          | Makhachkala     | Pavel Vrba               | Ali Gadzhibekov    | Nike   | Flodinal Limited         |
| Arsenal        | Tula            | Sergei Pavlov            | Dmitry Aydov       | Jako   | Rostec                   |
| CSKA           | Moscú           | Leonid Slutski           | Ígor Akinféyev     | Adidas | Rosseti                  |
| Krasnodar      | Krasnodar       | Oleg Kononov             | Andreas Granqvist  | Puma   | Constell Group           |
| Krylia Sovetov | Samara          | Franky Vercauteren       | Ivan Taranov       | Nike   | Gobierno de Samara       |
| Lokomotiv      | Moscú           | Oleg Pashinin (interino) | Vedran Ćorluka     | Adidas | RZD                      |
| Orenburg       | Orenburg        | Robert Yevdokimov        | Dmitri Andreyev    | Adidas | Gazprom                  |
| Rostov         | Rostov del Don  | Ivan Daniliants          | Alexandru Gațcan   | Adidas | Energosbyt Rostovenergo  |
| Rubin          | Kazán           | Javi Gracia              | Oleg Kuzmin        | Jako   | NKNH                     |
| Spartak        | Moscú           | Massimo Carrera          | Denis Glushakov    | Nike   | Lukoil                   |
| Terek          | Grozni          | Rashid Rakhimov          | Rizvan Utsiyev     | Adidas | Akhmat Foundation        |
| Tom            | Tomsk           | Valery Petrakov          | Kirill Pogrebnyak  | Adidas | Rodnyegoroda             |
| Ufa            | Ufá             | Viktor Goncharenko       | Azamat Zaseyev     | Joma   | Bashinformsvyaz          |
| Ural           | Ekaterimburgo   | Vadim Skripchenko        | Pablo Fontanello   | Joma   | TMK Group Renova Group   |
| Zenit          | San Petersburgo | Mircea Lucescu           | Danny              | Nike   | Gazprom                  |

## Clasificación
| Pos. | Equipo                | Pts. | PJ | G  | E  | P  | GF | GC | Dif. | Clasificación o descenso                                                |
| ---- | --------------------- | ---- | -- | -- | -- | -- | -- | -- | ---- | ----------------------------------------------------------------------- |
| 1    | Spartak Moscú         | 69   | 30 | 22 | 3  | 5  | 46 | 27 | +19  | Clasifica a la fase de grupos de Liga de Campeones de la UEFA 2017-18   |
| 2    | CSKA Moscú            | 62   | 30 | 18 | 8  | 4  | 47 | 15 | +32  | Tercera ronda clasificatoria de la Liga de Campeones de la UEFA 2017-18 |
| 3    | Zenit San Petersburgo | 61   | 30 | 18 | 7  | 5  | 50 | 19 | +31  | Tercera ronda clasificatoria de la Liga Europa de la UEFA 2017-18       |
| 4    | FC Krasnodar          | 49   | 30 | 12 | 13 | 5  | 40 | 22 | +18  | Tercera ronda clasificatoria de la Liga Europa de la UEFA 2017-18       |
| 5    | Terek Grozny          | 48   | 30 | 14 | 6  | 10 | 38 | 35 | +3   |                                                                         |
| 6    | FC Rostov             | 48   | 30 | 13 | 9  | 8  | 36 | 18 | +18  |                                                                         |
| 7    | FC Ufa                | 43   | 30 | 12 | 7  | 11 | 22 | 25 | −3   |                                                                         |
| 8    | Lokomotiv Moscú (a)   | 42   | 30 | 10 | 12 | 8  | 39 | 27 | +12  | Clasifica a la fase de grupos de la Liga Europa de la UEFA 2017-18      |
| 9    | Rubin Kazan           | 38   | 30 | 10 | 8  | 12 | 30 | 34 | −4   |                                                                         |
| 10   | Amkar Perm            | 35   | 30 | 8  | 11 | 11 | 25 | 29 | −4   |                                                                         |
| 11   | Ural Ekaterimburgo    | 30   | 30 | 8  | 6  | 16 | 24 | 44 | −20  |                                                                         |
| 12   | Anzhi Makhachkala     | 30   | 30 | 7  | 9  | 14 | 24 | 38 | −14  |                                                                         |
| 13   | FC Orenburg           | 30   | 30 | 7  | 9  | 14 | 25 | 36 | −11  | Promoción ascenso-descenso                                              |
| 14   | Arsenal Tula          | 28   | 30 | 7  | 7  | 16 | 18 | 40 | −22  | Promoción ascenso-descenso                                              |
| 15   | Krylia Sovetov Samara | 28   | 30 | 6  | 10 | 14 | 31 | 39 | −8   | Descenso a la Liga Nacional de Fútbol 2017-18                           |
| 16   | Tom Tomsk             | 14   | 30 | 3  | 5  | 22 | 17 | 64 | −47  | Descenso a la Liga Nacional de Fútbol 2017-18                           |

 Fuente: Russian Premier League, Soccerway
- (a) El Lokomotiv Moscú esta clasificado a la Liga Europa de la UEFA 2017-18 como vencedor de la Copa de Rusia 2017-18.

## Goleadores
| Pos. | Jugador            | Club                   | Goles |
| ---- | ------------------ | ---------------------- | ----- |
| 1    | Fiódor Smólov      | FC Krasnodar           | 18    |
| 2    | Artiom Dziuba      | Zenit Saint Petersburg | 13    |
| 3    | Quincy Promes      | Spartak Moscú          | 12    |
| 4    | Ari                | Lokomotiv Moscú        | 10    |
| 5    | Bekim Balaj        | Terek Grozny           | 9     |
| 5    | Jonathas           | Rubin Kazan            | 9     |
| 7    | Giuliano           | Zenit Saint Petersburg | 8     |
| 7    | Sergei Kornilenko  | Krylia Sovetov Samara  | 8     |
| 7    | Denis Glushakov    | Spartak Moscú          | 8     |
| 10   | Aleksandr Samedov  | Spartak Moscú          | 7     |
| 10   | Sardar Azmoun      | FC Rostov              | 7     |
| 10   | Manuel Fernandes   | Lokomotiv Moscú        | 7     |
| 10   | Dmitri Poloz       | FC Rostov              | 7     |
| 10   | Ablaye Mbengue     | Terek Grozny           | 7     |
| 10   | Maksim Kanúnnikov  | Rubin Kazán            | 7     |
| 14   | Yohan Mollo        | Zenit Saint Petersburg | 6     |
| 14   | Alexander Bukharov | FC Rostov              | 6     |
| 14   | Blagoy Georgiev    | FC Orenburg            | 6     |
| 14   | Bibras Natcho      | CSKA Moscú             | 6     |

Fuente: championat.com/football Archivado el 22 de agosto de 2017 en Wayback Machine.

## Promoción de ascenso-descenso
Los equipos vencedores de ambas llaves ascienden o se mantienen en la Liga Premier.

### Eliminatoria 1
| 25 de mayo de 2017 | FC SKA-Khabarovsk | 0:0     | FC Orenburg | Estadio Lenin, Jabárovsk                                     |                                                              |
|                    |                   | Reporte |             | Asistencia: 11.300 espectadores Árbitro(s): Sergey Lapochkin | Asistencia: 11.300 espectadores Árbitro(s): Sergey Lapochkin |

| 28 de mayo de 2017 | FC Orenburg | 0:0 (3:5 p.) | FC SKA-Khabarovsk | Estadio Gazovik, Orenburg                                   |                                                             |
|                    |             | Reporte      |                   | Asistencia: 6.971 espectadores Árbitro(s): Aleksandr Egorov | Asistencia: 6.971 espectadores Árbitro(s): Aleksandr Egorov |

- FC SKA-Khabarovsk (0:0 en el global, 5-3 en penales) asciende a la Liga Premier, FC Orenburg desciende a la Liga Nacional de Rusia.

### Eliminatoria 2
| 25 de mayo de 2017 | FC Yenisey Krasnoyarsk | 2:1 (1:0) | PFC Arsenal Tula | Estadio Central, Krasnoyarsk                                     |                                                                  |
|                    |                        | Reporte   |                  | Asistencia: 14.000 espectadores Árbitro(s): Vladislav Bezborodov | Asistencia: 14.000 espectadores Árbitro(s): Vladislav Bezborodov |

| 28 de mayo de 2017 | PFC Arsenal Tula | 1:0 (1:0) | FC Yenisey Krasnoyarsk | Estadio Arsenal, Tula                                          |                                                                |
|                    |                  | Reporte   |                        | Asistencia: 13.400 espectadores Árbitro(s): Vladimir Seldyakov | Asistencia: 13.400 espectadores Árbitro(s): Vladimir Seldyakov |

- Resultado global 2-2, Arsenal Tula gana la serie por goles de visitante y se mantiene en la máxima categoría, Yenisey Krasnoyarsk permanece en la Liga de Fútbol Nacional Rusa.